# Nova Santa Rosa
Nova Santa Rosa is een gemeente in de Braziliaanse deelstaat Paraná. De gemeente telt 7.965 inwoners (schatting 2009).